# Стейдиъм ъф Лайт
Стейдиъм ъф Лайт (на английски: Stadium of Light) е футболен стадион в град Съндърланд, Англия. Той е четиризвезден стадион, признат от УЕФА. Използва се от местния футболен клуб - Съндърланд, като е заместил бившия стадион на Черните котки - Рокър Парк. Използва се и за стадион на националния отбор на Англия за младежи под 20.